# Висконти, Чезаре III
Чезаре III Висконти (итал. Cesare III Visconti; 1643 — 1716), маркиз ди Числаго, граф ди Галларате — миланский чиновник, офицер испанской службы.

## Биография
Сын Теобальдо Висконти, маркиза ди Числаго, графа ди Галларате, и Клаудии Тассони Эстенсе.
Командовал немецким пехотным полком. Был главным начальником судебной милиции (milizie forense) Миланского герцогства.
С 1662 года состоял в совете пятидесяти декурионов и, соответственно, был избран руководителем главной больницей Милана (Ospedale Maggiore).
14 апреля 1678 был пожалован Карлом II в рыцари ордена Золотого руна. Орденскую цепь получил в Милане из рук графа Антонио Тротти Бентивольо.
В 1694 году король возвел Висконти в достоинство гранда Испании, с правом его передачи по женской линии в случае отсутствия мужского потомства.

## Семья
1-я жена: Тереза Серра (ум. 1707), дочь Джован Франческо Серры, маркиза ди Стреви, и Джованны Дориа
Дети:
- Теобальдо (1682—26.02.1701). По словам Помпео Литты, был долгожданным наследником, о появлении которого родители молились в храме Богоматери Милосердия Савонской. Еще совсем юным он участвовал в дуэли с неаполитанским дворянином и вскоре дал понять, что склонен к жизни, не соответствующей его положению. Родители немедленно отправили его в Геную, надеясь женить на девушке из дома Дураццо и тем предотвратить опасность пресечения рода, но там он вел порочную жизнь, затем, раскаиваясь, вступил в орден капуцинов и умер в возрасте 18 лет. На нем закончилась линия маркизов Числаго и графов Галларате дома Висконти
- Костанца Николина, маркиза ди Числаго. Муж (1696): Джузеппе Шипионе Висконти (1665—1731), граф ди Кастельбарко
- Елена, монахиня в монастыре Санта-Мария-Мадлалена-аль-Черкьо
- Эрколина (ум. 1741). Муж: князь Маркатонио Разини
- Эрколина Тереза, монахиня в монастыре Санта-Мария-Мадлалена-аль-Черкьо
- Николина, монахиня в монастыре Сан-Паоло
- 2-я жена: Камилла Меццабарба Бираго, дочь графа Франческо Марии Меццабарбы Бираго из Павии и Анны Марии Безоцци, вдова Джамбаттисты Авогадро